# Madeleine Dolley
Pour les articles homonymes, voir Dolley.
Madeleine Dolley, née Pauline-Amélie Dupuis à Saint-Quentin le 11 juin 1874 et morte à Nice le 10 mars 1949, est une actrice de théâtre française. 

## Biographie
En 1900, elle joue dans Les Mauvais Bergers d'Octave Mirbeau au théâtre Sarah Bernardt. Émile Rochard l'engage pour jouer dans une reprise de Michel Strogoff au théâtre du Châtelet.
En 1905, Alphonse Franck l'engage pour tenir l'emploi des coquettes au Gymnase. Elle signe ensuite avec Eugène Héros du Palais-Royal.
En 1908, elle joue, au théâtre Michel de Saint-Pétersbourg, Qui perd gagne de Pierre Veber, L'Amour en banque de Louis Artus, Mariage d'étoile d'Alexandre Bisson, Roxane dans Cyrano, la môme Crevette dans une reprise de La Dame de chez Maxim, dans une représentation à son bénéfice le 25 janvier 1909, avant une tournée qui l'emmène à Strasbourg, Berlin, Karlsruhe, Hambourg, Francfort, Wiesbaden, Cologne, Dresde, Prague, Brême, Vienne, Budapest, Bucarest, Belgrade, Constantinople, Sofia, Odessa, Varsovie, Moscou, Saint-Pétersbourg, Stockholm, Christiania, Copenhague, Rotterdam, Amsterdam, La Haye, où elle joue Francillon d'Alexandre Dumas, La Rafale d'Henri Bernstein, La Femme nue, la Dame de chez Maxim, L'Enfant du miracle.
Elle rentre à Paris en janvier 1910 et crée le rôle frivole et cynique de Elle dans Le Veilleur de nuit en 1911.
Elle se marie à Paris 18e le 11 février 1914 avec Jean Michel Achille Arachtingi (1864-1929), dont elle divorce deux ans plus tard,.

## Création

Madeleine Dolley dans le Petit Café, de Tristan Bernard, Théâtre du Palais-Royal, 1911

- 1898 : Lysiane de Romain Coolus, avec Sarah Bernhardt et Lucien Guitry, rôle de Eve de la Lauraye, Théâtre de la Renaissance, 20 avril[12].
- 1900 : Les Mauvais Bergers d'Octave Mirbeau au théâtre Sarah Bernardt.
- 1900 : Michel Strogoff d’Adolphe d'Ennery d'après Jules Verne, rôle de Nadia Théâtre du Châtelet.
- 1902 : L'Aiglon d’Edmond Rostand, rôle de Fanny Elssler, reprise au théâtre Sarah Bernardt, 5 octobre[13].
- 1906 : L’Enfant chérie de Romain Coolus, rôle de Madeleine Bérieux, théâtre du Gymnase, 26 mars[14].
- 1907 : Le Ruisseau de Pierre Wolff, rôle de Madeleine Grandval, au théâtre du Vaudeville, 21 mars[15],[16].
- 1908 : La Poudre aux moineaux, vaudeville de Maurice Desvallières et Lucien Gleize, rôle de Suzanne Mongrésin, théâtre du Palais-Royal, 23 mars[17],[18].
- 1908 : Madame Gribouille, comédie-vaudeville d'Abel Tarride et Adolphe Chènevières, rôle de Jeanne, théâtre du Palais-Royal, 29 avril[19].
- 1911 : Le Veilleur de nuit, comédie de Sacha Guitry, au théâtre Michel le 2 février[20],[21],[22].
- 1911 : Le Petit Café de Tristan Bernard, rôle de Bérangère d'Aquitaine, 12 octobre au Théâtre du Palais-Royal[23],[24].
- 1912 : Bel-Ami de Fernand Nozière d'après Guy de Maupassant, rôle de Clotilde de Marelle, Théâtre du Vaudeville, 23 février[25],[26],[27],[28].
- 1912 : L'Escapade de Gabriel Trarieux, rôle de Gilberte Savine, Théâtre Michel, 24 novembre[29],[30].